# 여주 경수연도
여주 경수연도(驪州 慶壽宴圖)는 경기도 여주시 강천면 부평리에 있는 조선시대의 그림이다. 1992년 12월 31일 경기도의 유형문화재 제145호 여주군 경수연도로 지정되었다가, 2018년 5월 9일 여주 경수연도로 문화재 명칭이 변경되었다.

## 개요
조선 숙종 17년(1691) 어머니가 70세 이상인 신하들에게 왕이 직접 쌀과 비단을 내리고, 이후 이를 기념하기 위해 일곱 집의 대부인(大夫人)과 며느리, 손자며느리 및 당시의 신하와 사대부들을 초청하여 삼청동에서 연회를 베푼 장면을 그린 그림으로, 크기는 가로 620cm, 세로 55cm이다.
화면은 크게 세등분하여 윗단에는 사대부와 가족들이 3개의 내실에서 연회를 하고 있는 장면을 그렸다. 오른쪽에서부터 첫 번째 건물에는 초청된 일곱 가족 부인들의 연회 장면을, 두 번째 건물에는 대신들의 연회 장면을, 마지막 건물에는 일반 사대부의 연회 장면을 그렸다. 첫 번째와 두 번째 건물의 사이에는 악기를 연주하는 장면을 그려 놓았다. 산수가 거의 제외된 인물 위주의 그림으로, 오른쪽에 큰 소나무 한 그루를 배치하고 건물 사이의 아래쪽마다 활엽수를 그려 넣은 것이 전부이다. 각 건물들은 가는 선으로 평면적인 표현을 하여 입체감이 다소 떨어지며, 적색과 분홍색 그리고 청색과 녹색 등을 엷게 칠한 채색은 아름다운 조화를 이루고 있다.
가운데단과 아랫단에는 권해가 지은 찬문(讚文)과 내용을 덧붙여 쓴 소망의 발문(跋文)을 실어 이 그림에 대한 내력을 소상하게 알려주고 있다.
숙종 17년(1691)에 그린 것으로 보이나, 두루마리의 표구상태나 그림에 쓰인 내용으로 보아 숙종 37년(1711)에 다시 하나로 엮은 것으로 생각된다.

## 참고 문헌
- 여주군경수연도 - 국가유산청 국가유산포털